# Ceratopipra rubrocapilla
A Ceratopipra rubrocapilla a madarak osztályának verébalakúak (Passeriformes) rendjébe és a piprafélék (Pipridae) családjába tartozó faj.

## Rendszerezése
A fajt Coenraad Jacob Temminck holland arisztokrata és zoológus írta le 1821-ben, a Pipra nembe Pipra rubro-capilla néven. Besorolása vitatott, egyes szervezetek a Pipra nembe sorolják Pipra rubrocapilla néven, a Dixiphia nembe is sorolják Dixiphia rubrocapilla néven.

## Előfordulása
Bolívia, Brazília és Peru területén honos. A természetes élőhelye szubtrópusi és trópusi síkvidéki esőerdők.

## Megjelenése
Testhossza 10 centiméter, testtömege 10,9–16,6 gramm.

## Életmódja
Gyümölcsökkel és rovarokkal táplálkozik.

## Külső hivatkozás
- Képek az interneten a fajról
- Internet Bird Collection - videók a fajról
- Xeno-canto.org - a faj hangja és elterjedési területe